# كورينا شولتس
كورينا شولتس (بالألمانية: Corinna Scholz)‏ (و. 1989  م) هي لاعبة الكرلنغ ألمانية، ولدت في بيرِنبيورين، شاركت في الألعاب الأولمبية الشتوية 2010.

## روابط خارجية
- كورينا شولتس على موقع الاتحاد الدولي للكرلنغ (الإنجليزية)
- كورينا شولتس على موقع اللجنة الأولمبية الدولية (الإنجليزية)
- كورينا شولتس على موقع أوليمبيديا (الإنجليزية)